# Penczo Złatew
Generał dywizji Penczo Iwanow Złatew, znany także jako Petko Iwanow Złatew (bułg. odpowiednio Пенчо albo Петко Иванов Златев; ur. 2 listopada 1883 w Elenie, zm. 24 lipca 1948 w Sofii) – bułgarski oficer i polityk, jeden z liderów Związku Wojskowego. Uczestnik zamachu stanu z 19 maja 1934, po którym pełnił funkcję ministra wojny, a następnie, od stycznia do kwietnia 1935, premiera kraju.

## Przebieg kariery wojskowej i działalność w Związku Wojskowym
W 1903 ukończył Uczelnię Wojskową w Sofii, a w 1914 Akademię Sztabu Generalnego w Petersburgu. Uczestniczył w wojnach bałkańskich jako dowodzący pułkiem jazdy i w I wojnie światowej jako dowódca batalionu oraz naczelnik sztabu brygady kawalerii i piechoty. Po zakończeniu wojny kontynuował służbę w wojsku na stanowiskach dowódcy pułków konnych (1919–1928) i generalnego inspektora kawalerii (1929–1934). W dwudziestoleciu międzywojennym zaangażował się w działalność Związku Wojskowego – organizacji bułgarskich oficerów, która od czasu przewrotu 9 czerwca 1923 miała znaczący wpływ na politykę kraju. 9 maja 1934, po objęciu przez dotychczasowego lidera Związku gen. Atanasa Watewa funkcji ministra wojny w gabinecie Muszanowa, gen. Złatew stanął na czele organizacji. Wkrótce potem wziął udział w przygotowaniach do wojskowego zamachu stanu, którego celem było odsunięcie od władzy koalicji Blok Narodowy i ustanowienie rządów autorytarnych.

## Działalność w rządzie Georgiewa i na stanowisku premiera kraju
Po udanym i bezkrwawym zamachu, przeprowadzonym z pomocą armii 19 maja 1934, generał został zaproszony wraz z Kimonem Georgijewew z Koła Politycznego „Zweno”, który był kandydatem przewrotowców na premiera, na spotkanie z carem Borysem III. Podczas audiencji Borys III zgodził się usankcjonować zamach i zatwierdzić nowy rząd. Na skutek niedopatrzenia ze strony Georgijewa, w dekrecie o powołaniu gabinetu zabrakło nazwiska kandydata do objęcia funkcji ministra wojny. Premier zamierzał na to stanowisko powołać działacza Związku Wojskowego, płk. Damjana Wełczewa. Wiedząc iż Wełczew jest przeciwnikiem monarchii i opowiada się za jej likwidacją, car niespodziewanie zaproponował, by ministrem wojny został obecny na audiencji Złatew (o którym wiedział, że nie należy do grupy antymonarchistów). Postawiony w niezręcznej sytuacji Georgijew zgodził się i tym samym gen. Złatew nieoczekiwanie wszedł do składu rządu.
Rząd Georgijewa sprawował władzę autorytarną. Na mocy dekretów zdelegalizowano wszystkie partie polityczne w kraju, zawieszono Konstytucję Tyrnowską i rozwiązano Zgromadzenie Narodowe. Decyzje podjęte przez gabinet zostały negatywnie przyjęte przez większą część społeczeństwa i polityków opozycji. Brak społecznego poparcia oraz wewnętrzny konflikt między zwolennikami republiki (grupa skupiona wokół płk. Wełczewa) i monarchii (otoczenie gen. Złatewa popierane przez Borysa III) doprowadziły 22 stycznia 1935 do dymisji rządu Georgijewa. Tego samego dnia car powierzył Złatewowi misję budowy nowego gabinetu. Obejmując urząd premiera (przy jednoczesnym zachowaniu funkcji ministra wojny) generał zadeklarował chęć kontynuowania polityki Georgijewa oraz współpracy z Borysem III.
Podobnie jak w przypadku rządu Georgijewa, również gabinet Złatewa nie cieszył się poparciem społecznym i miał przeciwników we własnym obozie politycznym w postaci antymonarchistów. Ponadto decyzja premiera o odesłaniu w stan spoczynku przybocznych adiutantów cara: gen. Konstantina Panowa i płk. Pyrwana Draganowa doprowadziła do jego konfliktu z częścią carskiego otoczenia. Sytuację rządu Złatewa pogorszył otwarty list wystosowany 2 kwietnia 1935 przez Aleksandyra Cankowa do swoich politycznych zwolenników i społeczeństwa bułgarskiego. Były premier i lider Narodowego Ruchu Socjalnego krytycznie ocenił sytuację w kraju i zaapelował o odsunięcie wojskowych od władzy. W odpowiedzi minister spraw wewnętrznych w gabinecie Złatewa gen. Krum Kolew wydał nakaz zaaresztowania Cankowa, a także Kimona Georgijewa i dwóch innych nieprzychylnych rządowi polityków i zesłania wszystkich na Wyspę Św. Anastazji. Decyzja Kolewa, którą poparł premier, oburzyła innych członków rządu. W efekcie ministrowie spraw zagranicznych, sądownictwa i rolnictwa podali się do dymisji. Choć premier wkrótce znalazł następców, Borys III postanowił wykorzystać kryzys rządowy do odsunięcia wojskowych od władzy. Powołując się na konstytucję car odmówił podpisania nominacji ministerialnych. Kilka dni później, nie mogąc znaleźć wyjścia z zaistniałej sytuacji, generał Złatew 18 kwietnia 1935 podał się do dymisji. Wkrótce potem na zawsze wycofał się z działalności społeczno-politycznej.